# Judo alla XXVII Universiade
Gli incontri di judo della XXVII Universiade si sono svolti alla Tatneft Arena di Kazan', in Russia, dal 7 all'11 luglio 2013.

## Podi

### Uomini
| Evento        | Oro | Argento | Bronzo |
| Individuali   | | | |
| Fino a 60 kg  | Shinji Kido | Arsen Galstjan | Pavel Petříkov                                                                                                |
| Fino a 60 kg  | Shinji Kido | Arsen Galstjan | Kim Won-Jin                                                                                                   |
| Fino a 66 kg  | Tomofumi Takajo | Cho Jun-Hyun | Jakub Šamilov                                                                                                 |
| Fino a 66 kg  | Tomofumi Takajo | Cho Jun-Hyun | Artem Charčenko                                                                                               |
| Fino a 73 kg  | Wang Ki-Chun | Jonathan Allardon                                                                                                 | Yuki Nishiyama                                                                                                |
| Fino a 73 kg  | Wang Ki-Chun | Jonathan Allardon                                                                                                 | André Alves                                                                                                   |
| Fino a 81 kg  | Takanori Nagase | Yakhyo Imamov | Mammadali Mehdiyev                                                                                            |
| Fino a 81 kg  | Takanori Nagase | Yakhyo Imamov | László Csoknyai                                                                                               |
| Fino a 90 kg  | Gwak Dong-Han | Janchivdorj Bunddorj                                                                                              | Alexandr Jurečka                                                                                              |
| Fino a 90 kg  | Gwak Dong-Han | Janchivdorj Bunddorj                                                                                              | Kirill Voprosov                                                                                               |
| Fino a 100 kg | Lukáš Krpálek | Zafar Machmadov                                                                                                   | Rafael Buzacarini                                                                                             |
| Fino a 100 kg | Lukáš Krpálek | Zafar Machmadov                                                                                                   | Soyib Kurbonov                                                                                                |
| Oltre 100 kg  | Cho Gu-Ham | Barna Bor | Maciej Sarnacki                                                                                               |
| Oltre 100 kg  | Cho Gu-Ham | Barna Bor | Renat Saidov                                                                                                  |
| Open          | Lukáš Krpálek | Masaru Momose | David Silva                                                                                                   |
| Open          | Lukáš Krpálek | Masaru Momose | Kim Sung-Min                                                                                                  |
| A squadre     | Giappone Shinji Kido Masaru Momose Takanori Nagase Yuki Nishiyama Ryuko Ogawa Takeshi Ojitani Shohei Shimowada Tomofumi Takajo | Corea del Sud Cho Gu-Ham Cho Jun-Hyun Gwak Dong-Han Kim Sung-Min Kim Won-Jin Lee Seung-Su Shim Ji-Ho Wang Ki-Chun | Ungheria Barna Bor Miklos Cirjenics László Csoknyai Tibor Majer Attila István Ungvári Gábor Vér Bence Zámbori |
| A squadre     | Giappone Shinji Kido Masaru Momose Takanori Nagase Yuki Nishiyama Ryuko Ogawa Takeshi Ojitani Shohei Shimowada Tomofumi Takajo | Corea del Sud Cho Gu-Ham Cho Jun-Hyun Gwak Dong-Han Kim Sung-Min Kim Won-Jin Lee Seung-Su Shim Ji-Ho Wang Ki-Chun | Brasile Rafael Buzacarini João Macedo Vinicius Panini Phelipe Pelim Luiz Revite David Silva Eduardo Silva     |

### Donne
| Evento       | Oro | Argento | Bronzo |
| Individuali  | | | |
| Fino a 48 kg | Alesja Kuznecova | Scarlett Gabrielli | Dayaris Mestre Álvarez |
| Fino a 48 kg | Alesja Kuznecova | Scarlett Gabrielli | Maryna Černjak |
| Fino a 52 kg | Natal'ja Kuzjutina                                                                                                   | Yanet Bermoy | Romy Tarangul |
| Fino a 52 kg | Natal'ja Kuzjutina                                                                                                   | Yanet Bermoy | Ai Shishime |
| Fino a 57 kg | Ketleyn Quadros | Šušana Hevondjan | Shoko Ono |
| Fino a 57 kg | Ketleyn Quadros | Šušana Hevondjan | Lien Chen-Ling |
| Fino a 63 kg | Maëlle Di Cintio | Kayoko Sano | Kathrin Unterwurzacher |
| Fino a 63 kg | Maëlle Di Cintio | Kayoko Sano | Marta Labazina |
| Fino a 70 kg | Hwang Ye-Sul | Zhao Jia | Onix Cortés |
| Fino a 70 kg | Hwang Ye-Sul | Zhao Jia | Fanny Estelle Posvite |
| Fino a 78 kg | Abigél Joó | Madeleine Malonga | Mami Umeki |
| Fino a 78 kg | Abigél Joó | Madeleine Malonga | Park Jong-Won |
| Oltre 78 kg  | Rochele Nunes | Idalys Ortiz | Maryna Sluckaja |
| Oltre 78 kg  | Rochele Nunes | Idalys Ortiz | Marija Šekerova |
| Open         | Idalys Ortiz | Rochele Nunes | Manami Inoue |
| Open         | Idalys Ortiz | Rochele Nunes | Jelyzaveta Kalanina |
| A squadre    | Corea del Sud Choi Soo-Hee Hwang Ye-Sul Joung Da-Woon Kim Eun-Kyeong Kim Min-Ju Kim Mi-Ri Lee Jung-Eun Park Jong-Won | Polonia Katarzyna Furmanek Joanna Jaworska Ewa Konieczny Halima Mohamed-Seghir Zuzanna Pawlikowska Agata Perenc Karolina Talach | Francia Penelope Bonna Maelle di Cintio Scarlett Gabrielli Madeleine Malonga Anne-Fatoumata Mbairo Fanny Estelle Posvite Helene Receveaux               |
| A squadre    | Corea del Sud Choi Soo-Hee Hwang Ye-Sul Joung Da-Woon Kim Eun-Kyeong Kim Min-Ju Kim Mi-Ri Lee Jung-Eun Park Jong-Won | Polonia Katarzyna Furmanek Joanna Jaworska Ewa Konieczny Halima Mohamed-Seghir Zuzanna Pawlikowska Agata Perenc Karolina Talach | Russia Aleksandra Babinceva Anastasija Dmitrieva Margarita Gurcieva Natal'ja Kuzjutina Alesija Kuznecova Marta Labazina Marija Šekerova Irina Zabludina |

## Medagliere
| Pos.   | Paese         |    |    |    | Totale |
| ------ | ------------- | -- | -- | -- | ------ |
| 1      | Corea del Sud | 5  | 2  | 3  | 10     |
| 2      | Giappone      | 4  | 2  | 5  | 11     |
| 3      | Russia        | 2  | 2  | 6  | 10     |
| 4      | Brasile       | 2  | 1  | 3  | 6      |
| 5      | Rep. Ceca     | 2  | 0  | 2  | 4      |
| 6      | Francia       | 1  | 3  | 2  | 5      |
| 7      | Cuba          | 1  | 2  | 2  | 5      |
| 8      | Ungheria      | 1  | 1  | 2  | 4      |
| 9      | Ucraina       | 0  | 1  | 3  | 4      |
| 10     | Polonia       | 0  | 1  | 1  | 2      |
| 10     | Uzbekistan    | 0  | 1  | 1  | 2      |
| 12     | Cina          | 0  | 1  | 0  | 1      |
| 12     | Mongolia      | 0  | 1  | 0  | 1      |
| 14     | Austria       | 0  | 0  | 1  | 1      |
| 14     | Azerbaigian   | 0  | 0  | 1  | 1      |
| 14     | Bielorussia   | 0  | 0  | 1  | 1      |
| 14     | Germania      | 0  | 0  | 1  | 1      |
| 14     | Portogallo    | 0  | 0  | 1  | 1      |
| 14     | Taipei Cinese | 0  | 0  | 1  | 1      |
| Totale | Totale        | 18 | 18 | 36 | 72     |